# Cirque du Litor

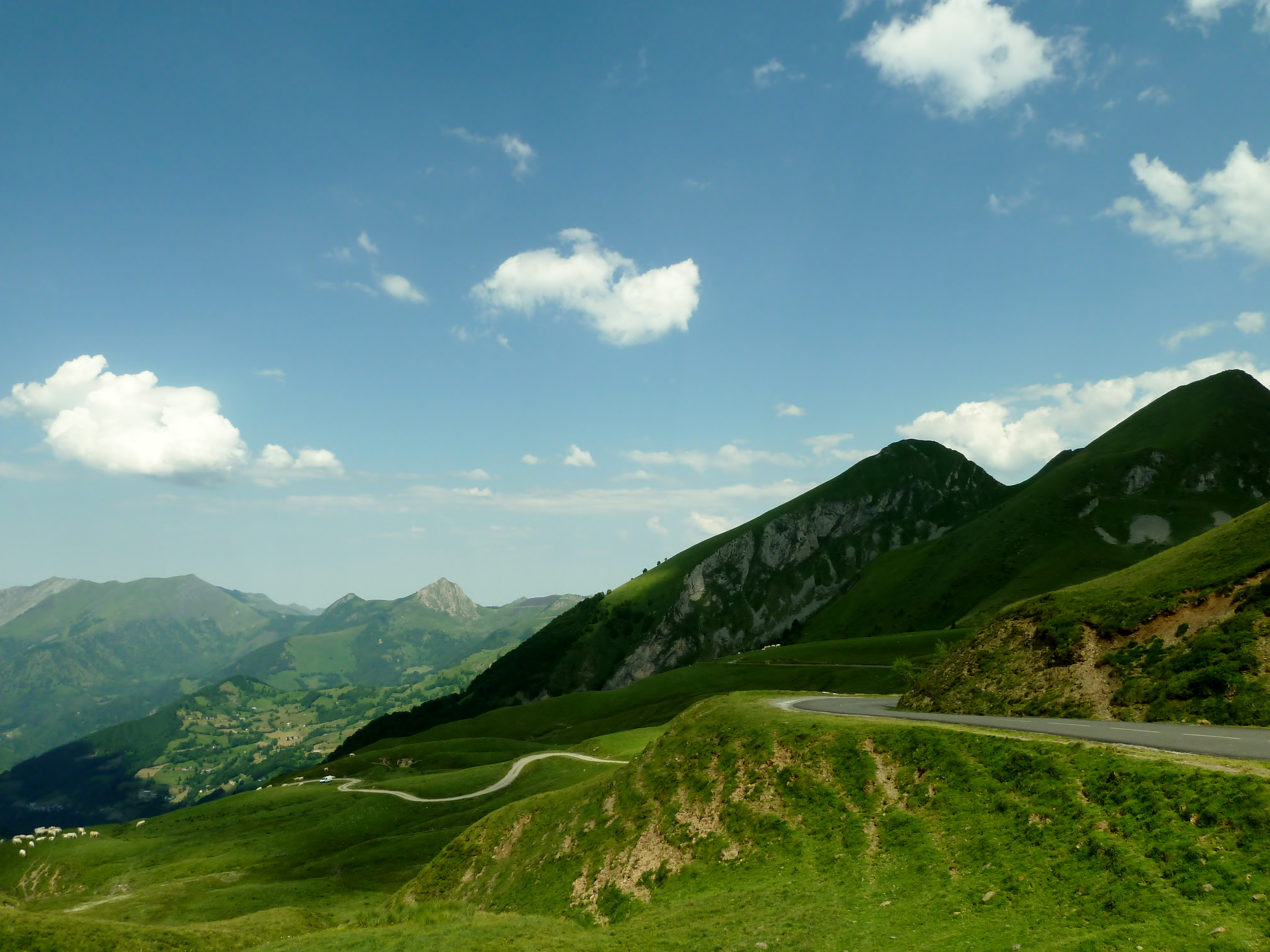
Route entre le col du Soulor et le col d'Aubisque

Le cirque du Litor est un site naturel des Pyrénées situé dans la haute vallée de l'Ouzom à la limite des Hautes-Pyrénées et des Pyrénées-Atlantiques.

## Toponymie
L’appellation  « cirque du Litor » a désigné, au cours du temps, une zone naturelle de plus en plus étendue.
À l’origine, le toponyme litor  désigne la paroi calcaire et les pentes qui dominent au sud les pâturages de Cap d’Ouzom, dans le territoire d’Arbéost. Le nom est dérivé de lit (occitan pyrénéen : avalanche). Il désigne un versant coupé de couloirs d’avalanches.
En 1860, les topographes qui traçaient le tronçon de la  route thermale des Pyrénées entre Eaux-Bonnes et  Argelès-Gazost ont donné le nom de cirque du Litor au site comprenant la falaise et les pentes boisées qu’elle domine. Cet ensemble à une forme d’entonnoir grossièrement semi-circulaire.
Actuellement, ce nom cirque du Litor est donné à la zone d’estives de la commune d'Arbéost dans la haute vallée de l'Ouzom. Elle comprend tous les terrains situés entre la route Arbéost-Col du Soulor et l’Ouzom.
Certains documents récents étendent l’appellation à une zone plus large encore, le cirque et plateau du Litor englobant à la fois les estives d’Arbéost – comme définies -  et des terrains de la commune de Béost (Pyrénées-Atlantiques) situés rive gauche de l’Ouzom.

## Géographie

### Topographie
L’ensemble cirque et plateau du Litor, situé entre 1 000 et  1 500 m est dominé, au sud, par les crêtes des Taillades allant du Pic de la Latte de Bazen (2 472 m), à l’ouest, au Grand Gabizos (2 692 m), à l’est. Ces hautes crêtes calcaires escarpées entourent un  véritable petit cirque glaciaire, entre 1900 et 2 500 m d’altitude.

### Géologie
La dénomination de cirque utilisée dans les différentes définitions du cirque du Litor est commode puisqu’elle décrit « en un mot » un ensemble vaguement circulaire, mais elle ne correspond pas à la définition précise du terme cirque en géographie ou en géomorphologie.
Le cirque du Litor, tel que défini par les topographes du XIXe siècle, est une falaise calcaire abrupte entourant les pentes boisées qui dominent les sources et les cabanes de Cap d’Ouzom, dont la forme générale évoque celle des cirques glaciaires.
Ce n’est pourtant pas un cirque glaciaire : il est à une altitude trop modeste pour qu’un glacier de cirque ait pu s’y établir.
Le plateau du Litor, entre l’Ouzom et le Col du Soulor est une zone de dépôts morainiques déposés lors de sa phase d’extension maximum (à la glaciation de Riss) par le glacier du val d'Azun, affluent de l’énorme glacier - près de 1 000 m d’épaisseur et 7 à 8 km de large – qui occupait alors la vallée du gave de Pau. Ce glacier débordait sur la vallée voisine de l’Ouzom.

### Faune et flore
L’ensemble cirque et plateau du Litor est classé Zone naturelle d'intérêt écologique, faunistique et floristique.

## Histoire
Les territoires compris dans l’ensemble cirque du Litor, en vallée de l'Ouzom, furent partagés, dès le XIe siècle entre le Val d'Azun en Bigorre et la Vallée d'Ossau en Béarn.
À partir de 1860, sous l’impulsion de Napoléon III, une liaison routière - faisant partie de la route thermale des Pyrénées – fut ouverte entre Eaux-Bonnes et Argelès-Gazost. Du col d'Aubisque (1 709 m)  au col du Soulor (1 474 m), - pour éviter de descendre jusqu’au cabanes du Litor (1 131 m) pour remonter ensuite de 300 m - la route fut tracée selon une pente uniforme. Ce choix impliquait de franchir, à flanc de falaise, les parois du cirque du Litor, par une route en corniche surplombant d’environ 200 m les pâturages. Cela entraîna le percement des deux tunnels de Bazen. C’est à cette réalisation spectaculaire que l’on doit la renommée du cirque du Litor.

## Économie
Le plateau du Litor a une vocation essentiellement pastorale (élevage et production de fromage de brebis). Un plan ambitieux de reconstruction des cabanes pastorales d’Arbéost a permis de remplacer les anciennes cabanes par des installations modernes, répondant à des normes sanitaires plus strictes.
Un site de ski de fond, a été établie au col du Soulor, en bordure du plateau du Litor : il fait partie de la station de ski de fond Val d'Azun.
La route thermale était une route à vocation touristique, créée à une époque où les « villes d'eaux », alors très à la mode, attiraient une clientèle aisée. La vallée de l’Ouzom resta coupée de la route thermale jusqu’aux années 1980 quand on relia Arbéost au col du Soulor.
La route thermale, devenue « route des cols » reste un « haut-lieu » touristique.

## Sources
- Carte de Cassini, feuille 108, Pau.
- Cartes de l'IGN.
- BRGM, Carte géologique de la France au 1/50 000, feuille Argelès-Gazost.
- Jean Defos du Rau, « La vallée de l'Ouzom et ses habitants », Revue géographique du Sud-Ouest, 1944, Tome XV, p. 5 à 55.